# Rio Butoaia
O Rio Butoaia é um rio da Romênia afluente do Rio Calul, localizado no distrito de Neamţ.